# Taekwondo-Europameisterschaften 2002
Die Taekwondo-Europameisterschaften 2002 fanden vom 6. bis 10. Mai 2002 in Samsun in der Türkei statt. Veranstaltet wurden die Titelkämpfe von der European Taekwondo Union (ETU). Insgesamt fanden 16 Wettbewerbe statt, jeweils acht bei Frauen und Männern in unterschiedlichen Gewichtsklassen.
Erfolgreichste Nation war der Gastgeber mit sechs Goldmedaillen, sowie zwei Silber- und drei Bronzemedaillen. Spanien und die Niederlande folgten auf den Plätzen. Deutsche Kämpfer sicherten sich insgesamt fünf Bronzemedaillen, einmal Bronze ging zudem an Österreich.

## Medaillengewinner

### Frauen
| Gewichtsklasse | Gold               | Silber                | Bronze                  |
| -------------- | ------------------ | --------------------- | ----------------------- |
| - 47 kg        | Brigitte Yagüe     | Kadriye Selimoğlu     | Svetlana Cherasimovich  |
| - 47 kg        | Brigitte Yagüe     | Kadriye Selimoğlu     | Maria Tseriotu          |
| - 51 kg        | Döndü Güvenç       | Lana Banelli          | Cathiana Grosset        |
| - 51 kg        | Döndü Güvenç       | Lana Banelli          | Swetlana Noskowa        |
| - 55 kg        | Gwladys Épangue    | Pamela Agostinelli    | Sandra Nitschke         |
| - 55 kg        | Gwladys Épangue    | Pamela Agostinelli    | Ivana Vujčić            |
| - 59 kg        | Cristiana Corsi    | Margarita Mkrttschjan | Zeynep Murat            |
| - 59 kg        | Cristiana Corsi    | Margarita Mkrttschjan | Sonia Reyes             |
| - 63 kg        | Ayşenur Taşbakan   | Muriel Bujalance      | Julija Krasnopolskaja   |
| - 63 kg        | Ayşenur Taşbakan   | Muriel Bujalance      | Caroline Persson        |
| - 67 kg        | Ylona van Deutekom | Elisavet Mystakidou   | Luisa Arnanz            |
| - 67 kg        | Ylona van Deutekom | Elisavet Mystakidou   | Yvonne Timm             |
| - 72 kg        | Natalja Iwanowa    | Sarah Stevenson       | Alessja Tscharnjauskaja |
| - 72 kg        | Natalja Iwanowa    | Sarah Stevenson       | Güler Gençtürkoğlu      |
| + 72 kg        | Nataša Vezmar      | Aitziber los Arcos    | Arzu Er                 |
| + 72 kg        | Nataša Vezmar      | Aitziber los Arcos    | Marija Schurawskaja     |

### Männer
| Gewichtsklasse | Gold            | Silber                 | Bronze               |
| -------------- | --------------- | ---------------------- | -------------------- |
| - 54 kg        | Mert Tuncer     | Juan Antonio Ramos     | Seifula Magomedow    |
| - 54 kg        | Mert Tuncer     | Juan Antonio Ramos     | Muhammad Öztürk      |
| - 58 kg        | Ludovic Vo      | Oleksandr Schaposchnyk | Elnur Amanov         |
| - 58 kg        | Ludovic Vo      | Oleksandr Schaposchnyk | Muhammed Ali Karatas |
| - 62 kg        | Omar Badía      | Dennis Mollet          | Erdal Aylanç         |
| - 62 kg        | Omar Badía      | Dennis Mollet          | Endre Steffensen     |
| - 67 kg        | Georgios Ionas  | Abdelkrim Hohoud       | Dennis Bekkers       |
| - 67 kg        | Georgios Ionas  | Abdelkrim Hohoud       | Ruslan Magomedow     |
| - 72 kg        | Ertan Baştuğ    | Rəşəd Əhmədov          | Tommy Mollet         |
| - 72 kg        | Ertan Baştuğ    | Rəşəd Əhmədov          | Claudio Nolano       |
| - 78 kg        | Bekir Aydın     | Fagan Umudov           | Tomislav Bučanac     |
| - 78 kg        | Bekir Aydın     | Fagan Umudov           | Mathias Gabriel      |
| - 84 kg        | Bahri Tanrıkulu | Mickaël Borot          | Jon García Aguado    |
| - 84 kg        | Bahri Tanrıkulu | Mickaël Borot          | Patrick Stevens      |
| + 84 kg        | Ferry Greevink  | Ali Özen               | Teemu Heino          |
| + 84 kg        | Ferry Greevink  | Ali Özen               | Ken Holter           |

## Medaillenspiegel
| Platz  | Land                   | Gold | Silber | Bronze | Gesamt |
| ------ | ---------------------- | ---- | ------ | ------ | ------ |
| 1      | Türkei                 | 6    | 2      | 3      | 11     |
| 2      | Spanien                | 2    | 3      | 3      | 8      |
| 3      | Niederlande            | 2    | 1      | 3      | 6      |
| 4      | Frankreich             | 2    | 1      | 1      | 4      |
| 5      | Russland               | 1    | 1      | 4      | 6      |
| 6      | Kroatien               | 1    | 1      | 2      | 4      |
| 7      | Italien                | 1    | 1      | 1      | 3      |
| 8      | Griechenland           | 1    | 1      | −      | 2      |
| 9      | Aserbaidschan          | −    | 2      | 1      | 3      |
| 10     | Belgien                | −    | 1      | −      | 1      |
| 10     | Ukraine                | −    | 1      | −      | 1      |
| 10     | Vereinigtes Königreich | −    | 1      | −      | 1      |
| 13     | Deutschland            | −    | −      | 5      | 5      |
| 14     | Belarus                | −    | −      | 3      | 3      |
| 15     | Norwegen               | −    | −      | 2      | 2      |
| 16     | Finnland               | −    | −      | 1      | 1      |
| 16     | Österreich             | −    | −      | 1      | 1      |
| 16     | Schweden               | −    | −      | 1      | 1      |
| 16     | Zypern                 | −    | −      | 1      | 1      |
| Gesamt | Gesamt                 | 16   | 16     | 32     | 64     |